# Reyesia parviflora
Reyesia parviflora är en potatisväxtart som först beskrevs av Rodolfo Amando Philippi, och fick sitt nu gällande namn av A.T. Hunziker. Reyesia parviflora ingår i släktet Reyesia och familjen potatisväxter. Inga underarter finns listade i Catalogue of Life.